# Velika nagrada Sao Paula 1936
Velika nagrada Sao Paula 1936 je bila enajsta neprvenstvena dirka za Veliko nagrado v sezoni 1936. Odvijala se je 12. julija 1936 na brazilskem uličnem dirkališču Jardim América v Sao Paulu.

## Poročilo

### Pred dirko
Po uspešni dirki za Veliko nagrado Ria de Janeira, so bili udeleženci dirke povabljeni tudi na dirko za Veliko nagrado Sao Paula mesec dni za tem. Scuderia Ferrari je na dirko ponovno postala Attilia Marinonija in Carla Pintacudo, dirke se je udeležila tudi Hellé Nice v svojem modrem dirkalniku Alfa Romeo Monza. Večina ostalih dirkačev je bilo domačinov s starejšimi Bugattiji in ameriškimi dirkalniki. Na dan dirke se je v mesto valila množica gledalcev. Štart, ki je bil načrtovan za deveto uro zjutraj, je bil prestavljen, ker je guverner obtičal v prometnem zastoju.

### Dirka
Pintacuda je v tretjem krogu prevzel vodstvo, drugo mesto je držal Marinoni. Slednji se je v četrtem krog zavrtel, toda uspelo se mu je vrniti na stezo in ujeti priključek z Pintacudo, za njima so dirkali še Hellé-Nice, Vittorio Coppoli, Manuel de Teffé, Chico Landi in Benedicto Lopes. Marinoni se je zavrtel še drugič, tokrat mu je tudi ugasnil dirkalnik. Moral je čakati sedem minut, da je mimo pripeljal Pintacuda, ki ga je z dirkalnikom porinil, na ta način je Marinoni lahko zopet zagnal svoj dirkalnik. V osmih krogih se je Marinoni ponovno prebil na drugo mesto. Hellé Nice je v dvainpetdesetem krogu opravila postanek v boksih in padla na četrto mesto. Po vrnitvi na stezo je tretjeuvrščenega de Teffeja lovila po pet sekund na krog in ga ulovila prav v predzadnjem krogu. 
De Teffe je v zadnjem ovinku prepozno zaviral in ga je odneslo preširoko, tako da sta oba zapeljala na štarto-ciljno ravnino kolo ob kolesu. Tedaj pa je neki gledalec pred njen dirkalnik porinil balo sena. Njen dirkalnik je ob trku dvignilo in trčil je v predel, kjer so stali gledalci, Hellé Nice pa je vrglo iz dirkalnika, padla je na enega od vojakov, ki je stal ob progi. Ob tem so štirje gledalci umrli, okoli trideset pa jih je bilo poškodovanih. Pintacuda in Marinoni sta z lahkoto zadržala prvi dve mesti, de Teffé pa je bil tretji.

### Po dirki
Hellé Nice so nezavestno prepeljali v bolnišnico, kjer se je po treh dneh zbudila iz kome, po treh mesecih pa je bila odpuščena iz bolnišnice. Ta tragedija jo je povzdignila v brazilsko narodno junakinjo, po njej je bilo poimenovanih tudi več otrok, Helenice ali Elenice.

## Rezultati

### Dirka
| Poz | Št | Dirkač                     | Moštvo           | Dirkalnik        | Krogi | Čas/Odstop | Št. m. |
| --- | -- | -------------------------- | ---------------- | ---------------- | ----- | ---------- | ------ |
| 1   | 38 | Carlo Pintacuda            | Scuderia Ferrari | Alfa Romeo 2900A | 60    | 2:26:21    | 18     |
| 2   | 40 | Attilio Marinoni           | Scuderia Ferrari | Alfa Romeo 2900A | 59    | +1 krog    | 19     |
| 3   | 8  | Manuel de Teffé            | Privatnik        | Alfa Romeo Monza | 58    | +2 kroga   | 4      |
| 4   | 34 | Mlle. Hellé-Nice           | Privatnica       | Alfa Romeo Monza | 58    | +2 kroga   | 16     |
| 5   | 26 | Victorio Rosa              | Privatnik        | Hispano-Suiza    | 56    | +4 krogi   | 12     |
| 6   | 42 | Arthur Nascimento Júnior   | Privatnik        | Ford spec.       | 65    | +5 krogov  | 15     |
| 7   | 28 | Virgílio Lopes Castilho    | Privatnik        | Ford spec.       | 64    | +6 krogov  | 13     |
| 8   | 2  | Augusto McCarthy           | Privatnik        | Chrysler spec.   | 64    | +6 krogov  | 1      |
| 9   | 20 | Chico Landi                | Privatnik        | Fiat 806         | 50    | +10 krogov | 9      |
| 10  | 22 | Efuardo de Oliveira Júnior | Privatnik        | Ford spec.       | 50    | +10 krogov | 10     |
| 11  | 18 | Valentim Passadori         | Privatnik        | Ford spec.       | 48    | +12 krogov | 8      |
| 12  | 36 | Domingos Lopes             | Privatnik        | Bugatti T37A     | 45    | +15 krogov | 17     |
| Ods | 16 | Serafim Almeida            | Privatnik        | Ford spec.       | 28    |            | 7      |
| Ods | 4  | Lourenço Ferrão            | Privatnik        | Ford spec.       | 19    |            | 2      |
| Ods | 6  | Vittorio Coppoli           | Privatnik        | Bugatti T37A     | 12    |            | 3      |
| Ods | 24 | Antônio Lage               | Privatnik        | Hispano-Suiza    | 7     |            | 11     |
| Ods | 10 | Armando Sartorelli         | Privatnik        | Sacre            | 4     |            | 5      |
| Ods | 12 | Irahy Corrêa               | Privatnik        | Bugatti T37A     | 3     |            | 6      |
| Ods | 30 | Luiz Tavares Moraes        | Privatnik        | Plymouth spec.   | 1     |            | 14     |